# Tiro nos Jogos Olímpicos de Verão de 2016 - Fossa olímpica feminino
A prova da fossa olímpica feminina do tiro nos Jogos Olímpicos de Verão de 2016 decorreu a 7 de agosto no Centro Nacional de Tiro.

## Formato da competição
Foram disputadas duas rondas: na de qualificação, cada atiradora disparou a três conjuntos de 25 alvos na fossa de tiro, com 10 alvos a partirem da esquerda, 10 da direita e cinco da frente em cada conjunto. Podem ser tentados dois tiros a cada alvo.
As seis melhores da qualificação avançaram para a final, onde dispararam em mais uma ronda de 25 alvos, com apenas uma tentativa para cada. O somatório de pontuação de todos os 100 alvos foi usado para determinar a classificação final. Os empates são desfeitos com um shoot-off, que consiste em tiros adicionais disparados um de cada vez até não existir empate.

## Medalhistas
A australiana Catherine Skinner superou a neozelandesa Natalie Rooney para ser campeã olímpica, ao passo que o bronze foi ganho por Corey Cogdell, dos Estados Unidos, que levou a melhor sobre a espanhola Fátima Gálvez.
| Ouro   | AUS Catherine Skinner |
| Prata  | NZL Natalie Rooney    |
| Bronze | USA Corey Cogdell     |

## Recordes
Antes do evento, estes eram os recordes olímpicos e mundiais:
| Qualificação     | Qualificação  | Qualificação | Qualificação | Qualificação        | Qualificação |
| Tipo             | Atiradora     | Pontos       | Local        | Data                |              |
| ---------------- | ------------- | ------------ | ------------ | ------------------- | ------------ |
| Recorde mundial  | Jessica Rossi | 75           | Londres      | 4 de agosto de 2012 |              |
| Recorde mundial  | Corey Cogdell | 75           | Granada      | 5 de julho de 2013  |              |
| Recorde olímpico | Jessica Rossi | 75           | Londres      | 4 de agosto de 2012 |              |

## Resultados

### Qualificação
Estes foram os resultados da fase qualificatória:
| Pos. | Atiradora           | País                | 1  | 2  | 3  | Shoot-off | Total | Notas |
| ---- | ------------------- | ------------------- | -- | -- | -- | --------- | ----- | ----- |
| 1    | Laetisha Scanlan    | AUS Austrália       | 22 | 25 | 23 |           | 70    | Q     |
| 2    | Jessica Rossi       | ITA Itália          | 24 | 21 | 24 |           | 69    | Q     |
| 3    | Fátima Gálvez       | ESP Espanha         | 24 | 22 | 23 |           | 69    | Q     |
| 4    | Natalie Rooney      | NZL Nova Zelândia   | 24 | 23 | 21 |           | 68    | Q     |
| 5    | Corey Cogdell       | USA Estados Unidos  | 22 | 23 | 22 |           | 68    | Q     |
| 6    | Catherine Skinner   | AUS Austrália       | 22 | 21 | 24 | +2        | 67    | Q     |
| 7    | Cynthia Meyer       | CAN Canadá          | 21 | 23 | 23 | +1        | 67    |       |
| 8    | Mariya Dmitriyenko  | KAZ Cazaquistão     | 24 | 20 | 22 |           | 66    |       |
| 9    | Gaby Ahrens         | NAM Namíbia         | 23 | 22 | 21 |           | 66    |       |
| 10   | Satu Mäkelä-Nummela | FIN Finlândia       | 22 | 24 | 20 |           | 66    |       |
| 11   | Ekaterina Rabaya    | RUS Rússia          | 22 | 20 | 23 |           | 65    |       |
| 12   | Pak Yong-hui        | PRK Coreia do Norte | 23 | 20 | 22 |           | 65    |       |
| 13   | Arianna Perilli     | SMR San Marino      | 21 | 23 | 21 |           | 65    |       |
| 14   | Ray Bassil          | LIB Líbano          | 23 | 22 | 20 |           | 65    |       |
| 15   | Chen Fang           | CHN China           | 23 | 21 | 20 |           | 64    |       |
| 16   | Alessandra Perilli  | SMR San Marino      | 22 | 22 | 19 |           | 63    |       |
| 17   | Lin Yi-chun         | TPE Taipé Chinês    | 22 | 20 | 20 |           | 62    |       |
| 18   | Tatiana Barsuk      | RUS Rússia          | 21 | 22 | 19 |           | 62    |       |
| 19   | Jana Beckmann       | GER Alemanha        | 20 | 20 | 21 |           | 61    |       |
| 20   | Yukie Nakayama      | JPN Japão           | 19 | 22 | 20 |           | 61    |       |
| 21   | Janice Teixeira     | BRA Brasil          | 22 | 21 | 17 |           | 60    |       |

### Semifinal
Estes foram os resultados da fase semifinal:
| Pos. | Atiradora         | País               | Total | Shoot-off | Notas               |
| ---- | ----------------- | ------------------ | ----- | --------- | ------------------- |
| 1    | Catherine Skinner | AUS Austrália      | 14    |           | Disputa pelo ouro   |
| 2    | Natalie Rooney    | NZL Nova Zelândia  | 13    | +1        | Disputa pelo ouro   |
| 3    | Corey Cogdell     | USA Estados Unidos | 13    | +0        | Disputa pelo bronze |
| 4    | Fátima Gálvez     | ESP Espanha        | 12    |           | Disputa pelo bronze |
| 5    | Laetisha Scanlan  | AUS Austrália      | 10    |           |                     |
| 6    | Jessica Rossi     | ITA Itália         | 10    |           |                     |

### Finais
Estes foram os resultados das disputas pelas medalhas:
| Pos.              | Atiradora         | País               | Total | Shoot-off | Notas |
| ----------------- | ----------------- | ------------------ | ----- | --------- | ----- |
| Medalha de ouro   | Catherine Skinner | AUS Austrália      | 12    |           |       |
| Medalha de prata  | Natalie Rooney    | NZL Nova Zelândia  | 11    |           |       |
| Medalha de bronze | Corey Cogdell     | USA Estados Unidos | 13    | +1        |       |
| 4                 | Fátima Gálvez     | ESP Espanha        | 13    | +0        |       |

Legenda
| Recorde mundial      | Recorde mundial (World record)               |                       | Recorde africano                      | Recorde africano (African) |                                           | Q | Classificado por posição (Qualified) |
| Recorde olímpico     | Recorde olímpico (Olympic record)            | Recorde da América    | Recorde da América (Americas)         | q                          | Classificado por melhor tempo (Qualified) |   |                                      |
| Melhor marca do ano  | Melhor marca do ano (World leading)          | Recorde asiático      | Recorde asiático (Asian)              | DNS                        | Não largou (Did not start)                |   |                                      |
| Recorde nacional     | Recorde nacional (National record)           | Recorde europeu       | Recorde europeu (European)            | DNF                        | Não terminou (Did not finish)             |   |                                      |
| Recorde pessoal      | Recorde pessoal do atleta (Personal best)    | Recorde da Oceania    | Recorde da Oceania (Oceania)          | DSQ / DQ                   | Desclassificado (Disqualified)            |   |                                      |
| Recorde da temporada | Recorde da temporada do atleta (Season best) | Recorde sul-americano | Recorde sul-americano (South America) | NM                         | Sem marca (No mark)                       |   |                                      |